# ان‌جی‌سی ۷۷۷۳
ان‌جی‌سی ۷۷۷۳ (انگلیسی: NGC 7773) یک کهکشان مارپیچی میله‌ای است که در صورت فلکی اسب بزرگ در فاصله تقریبی ۴۰۰ میلیون سال نوری قرار دارد. کهکشان NGC 7773 در ۹ اکتبر ۱۷۹۰ توسط ویلیام هرشل کشف شد.